# Trương Giác (nhà Kim)
Trương Giác (chữ Hán: 張覺, ? – 1123) có sách chép là Trương Giản (張鐧) hay Trương Thương (張倉) , người Nghĩa Phong, Bình Châu , vốn là tiến sĩ nhà Liêu, đầu hàng nhà Kim, sau đó quy hàng Bắc Tống. Nhà Kim lấy việc nhà Tống chứa chấp ông làm cớ, xé toang hiệp ước Liên minh trên biển, tiến quân nam hạ.

## Đầu hàng nhà Kim
Giác đỗ tiến sĩ nhà Liêu, làm đến Liêu Hưng quân Tiết độ phó sứ. Cư dân giết Tiết độ sứ Tiêu Đế Lý, ông vỗ về những kẻ làm loạn, người trong châu đưa lên coi việc châu. Bắc Liêu Tuyên Tông Da Luật Thuần mất, Giác bèn tập hợp 5 vạn tráng đinh, 1000 thớt ngựa, luyện binh phòng bị. Tiêu Đức phi sai Thì Lập Ái đến làm Tri châu, ông chống lại .
Người Kim vào Yên Kinh, nắm được tình hình của Giác thông qua hàng thần Khang Công Bật, Công Bật nói với Hoàn Nhan Tông Hàn ông chẳng có khả năng gì, nên không bị nghi ngờ, vào tháng giêng ÂL năm 1123 (năm Bảo Đại thứ 3 nhà Liêu, năm Thiên Phụ thứ 7 nhà Kim, năm Tuyên Hòa thứ 5 nhà Bắc Tống) , được dùng làm Lâm Hải tiết độ sứ, nhiệm chức Tri Bình Châu . Hàng tướng Liêu là bọn Tả Xí Cung quay về miền đông, Tông Hàn trước đó sai binh đi bắt Giác, Công Bật xin đi xem xét, gặp mặt, ông nói: "Tám lộ Khiết Đan đều mất, chỉ còn mỗi Bình Châu, nào dám có chí khác!? Sở dĩ chưa cởi giáp, là để phòng bị Tiêu Cán (tức Hề vương Hồi Li Bảo) đấy!" rồi đút lót hậu hĩ cho Công Bật. Công Bật thuật lại lời ấy, Tông Hàn tin là thật, đưa Bình Châu lên làm Nam Kinh, gia hàm cho Giác làm Đồng trung thư môn hạ bình chương sự. Xí Cung, Công Bật cùng Tào Dũng Nghĩa, Ngu Trọng Văn đều dời về đông .

## Nội phụ nhà Tống
Nhà Tống dựa vào Liên minh trên biển, muốn lấy lại Yên Kinh và 16 châu Yên, Vân. Trải qua đàm phán, Kim Thái Tổ chấp nhận đổi Yên Kinh và 6 châu Cảnh, Đàn, Dịch, Trác, Kế, Thuận lấy một khoản đền bù lớn. Tuy Bình Châu nằm trong Trường Thành, nhưng nhà Liêu đặt riêng một quân, nên nhà Kim không giao trả cho Tống. Tháng 5 ÂL, Kim Thái Tổ dời hơn 2000 dân ra khỏi thành Yên Kinh, chỉ trả lại cho Tống một tòa thành rỗng . Dân Yên đi đường khổ sở, ghé vào Bình Châu, kêu nài với Giác, kể tội bọn Tả Xí Cung phản quốc, làm hại dân . Ông thương nghị với các tướng, mọi người khuyên nên tìm cơ hội chấn hưng nhà Liêu, nghênh đón Thiên Tộ đế; trước mắt hãy đem Bình Châu quy phụ nhà Tống; trong dùng quân đội Bình Sơn, ngoài dựa viện quân nhà Tống, còn gì đáng lo!? . Sau khi bàn bạc với Hàn Lâm học sĩ Lý Thạch, Giác quyết định khởi binh. Ông sai Trương Khiêm, đưa 500 kỵ binh, truyền lệnh của (Nam Kinh) Lưu thủ, triệu bọn Tả Xí Cung 4 người – đang trên đường đi Quảng Ninh, ngang qua Bình Châu – đến bờ tây Loan Hà , dưới rừng cây lật ; sai Nghị sự Triệu Bí  kể ra mấy chục tội mà thắt cổ chết bọn họ. Giác dùng lại niên hiệu Bảo Đại, vẽ hình Thiên Tộ đế, sớm tối bái yết, báo cáo mọi việc rồi mới thi hành, dùng lại quan trật của nhà Liêu .
Tháng 6 ÂL, Giác làm bảng, khẳng định phản Kim phục Liêu, chiêu dụ người Yên trở về, trả lại tất cả tài sản đã bị Thường Thắng quân (một cánh quân Liêu đã hàng Tống) chiếm đoạt. Dân Yên đều vui mừng quay lại. Lý Thạch đổi tên là Lý An Bật, cùng Cao Đảng đi Yên Sơn gặp Tuyên phủ sứ Vương An Trung nhà Tống, xin quy phụ. An Trung đồng ý, tâu về triều, xin tự đảm trách; còn sai bọn An Bật đến kinh sư trình bày . Tống Huy Tông sai Chiêm Độ ban chiếu cho An Trung, căn dặn phải phủ dụ hậu hĩ; miễn thuế Bình Châu 3 năm, chấp nhận nội phụ .
Giác đẩy lui 3000 kỵ binh  của tướng Kim là Hoàn Nhan Đồ Mẫu , báo tiệp lên triều đình, nhà Tống đặt Bình Châu làm Thái Ninh quân, lấy ông làm Tiết độ sứ, bọn An Bật, Đảng, Chưởng thư ký Trương Quân, Tham mưu quân sự Trương Đôn Cố đều làm Huy Du các đãi chế, sai Tuyên phủ tư đem ra mấy vạn bạc, lụa khao quân. Giác mừng lắm, đón chiếu mệnh từ xa. Hoàn Nhan Tông Vọng (thay cho Đồ Mẫu) dò biết, cất quân ngầm đến phía nam Bình Châu, ông không trở về được, bỏ chạy đi Yến Sơn phủ .

## Cái chết
Ban đầu, Giác cùng em trai gói ghém chiếu sắc (nhà Tống ban cho) mà chạy, nhưng quân Kim bắt được mẹ và vợ của ông ở Doanh Châu, em trai nghe tin, vội quay về, dâng chiếu sắc xin hàng. Em họ và các cháu của Giác cố thủ Bình Châu vài tháng, thành vỡ, mấy ngàn dân châu tan chạy, nhưng không hàng .
Tông Vọng đòi Giác, Tuyên phủ sứ Vương An Trung ở Yên Sơn đem giấu ông vào kho binh khí, nói không có. Tông Vọng đòi rất gấp, An Trung chém một kẻ khác, giao đầu cho người Kim nhưng bị nhận ra. An Trung đành phải đem Giác ra, kể mấy tội mà giết đi, bọc đầu giao cho người Kim . Vào lúc hành hình, ông mắng nhiếc người Tống không tiếc lời .
Con trai Trương Cận Ngôn là cận thần của Kim Thế Tông.

## Hậu quả
Giác bị giết, các tướng Liêu đã hàng Tống đang ở Yên Kinh cùng Thường Thắng quân đều thương khóc. Từ đây về sau, binh tướng Liêu đã hàng Tống đều sinh lòng khác. Tông Vọng tâu lên Kim Thái Tông xin đánh Tống, lấy việc chứa chấp Giác làm cớ, Thái Tông ưng thuận, quân Kim nam hạ, tiêu diệt Bắc Tống .